# Nabas (Aklan)
Nabas (Bayan ng Nabas) är en kommun i Filippinerna. Kommunen ligger på ön Panay, och tillhör provinsen Aklan. Folkmängden uppgår till 36 435 invånare år 2015.

## Bildgalleri

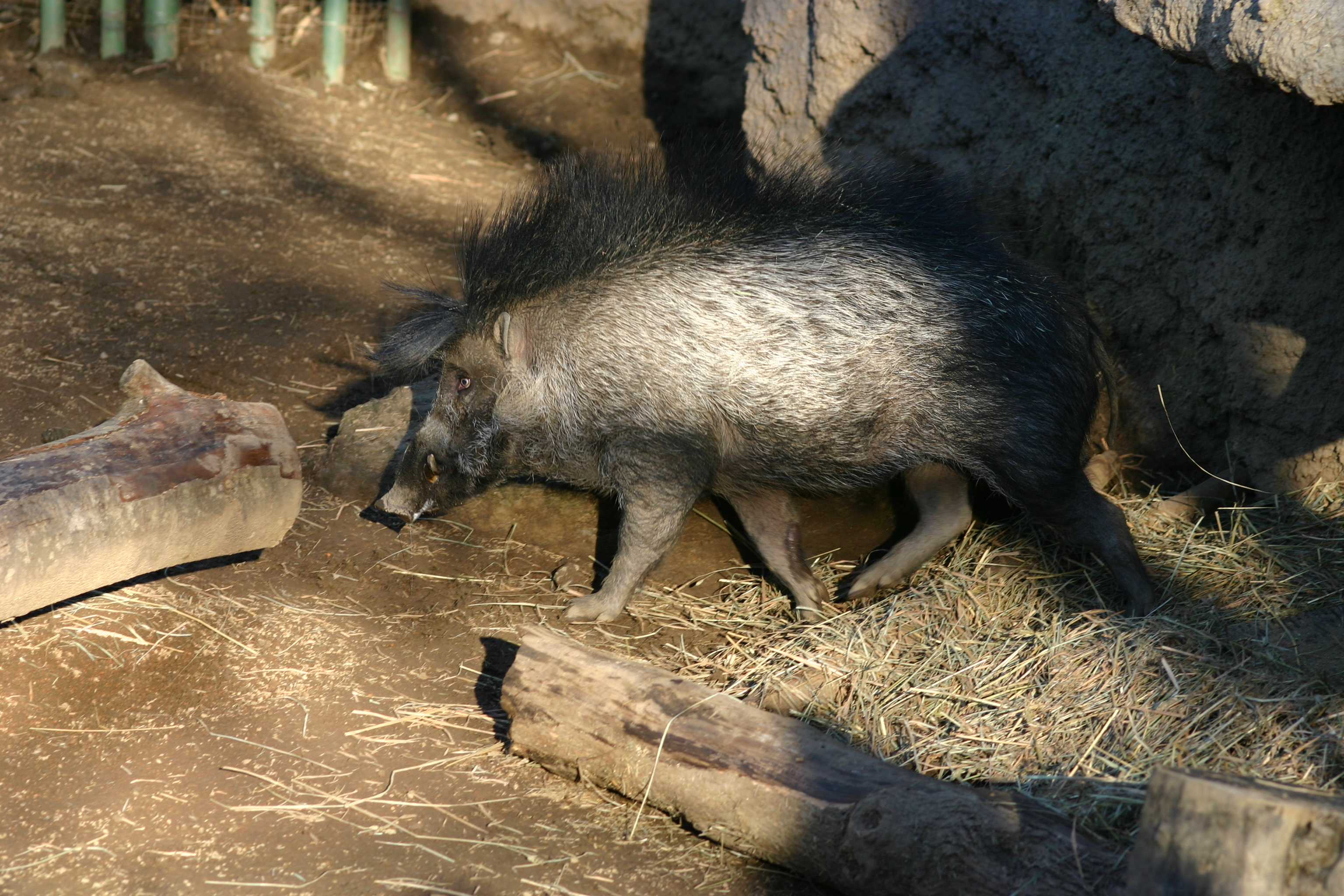
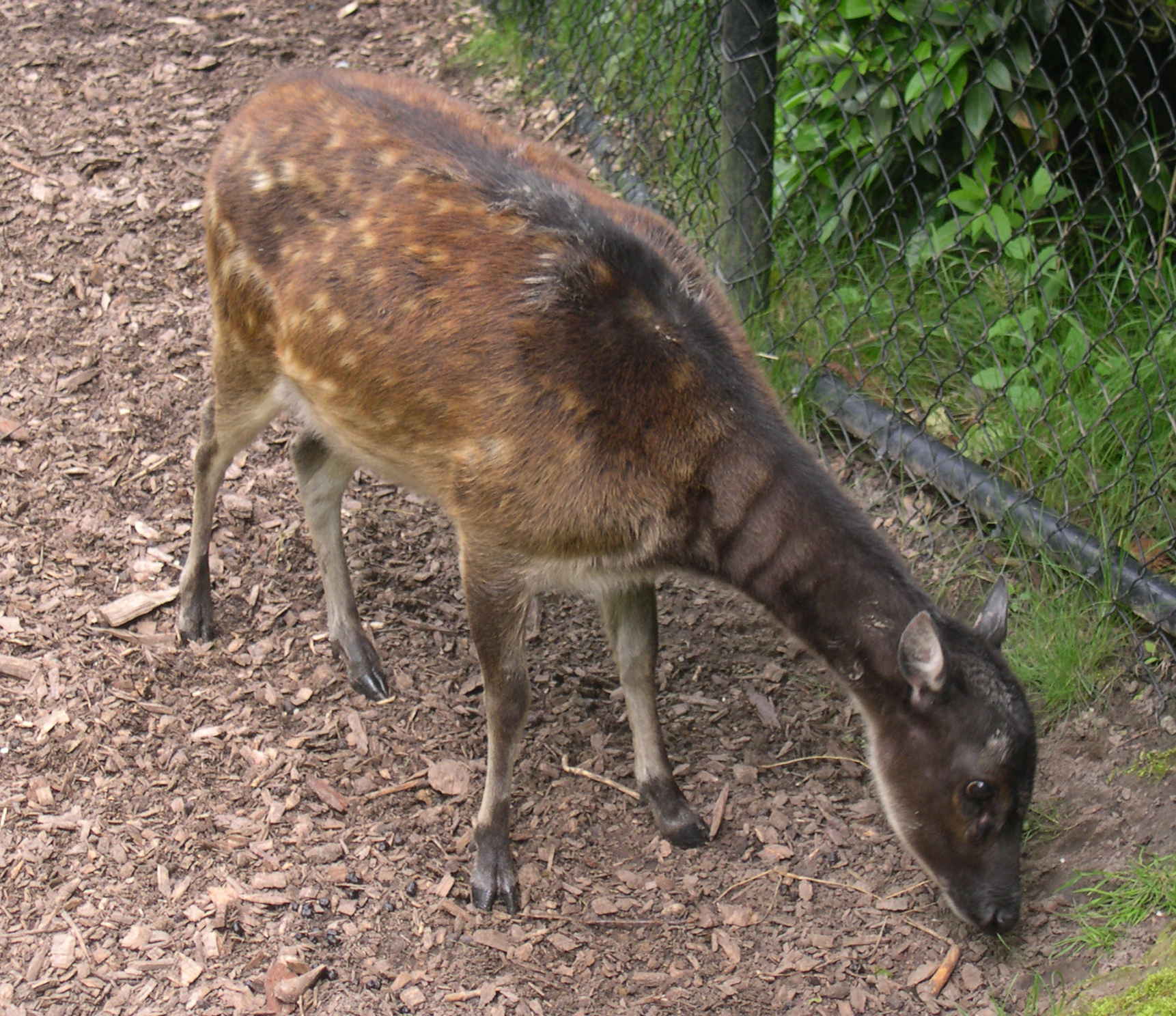
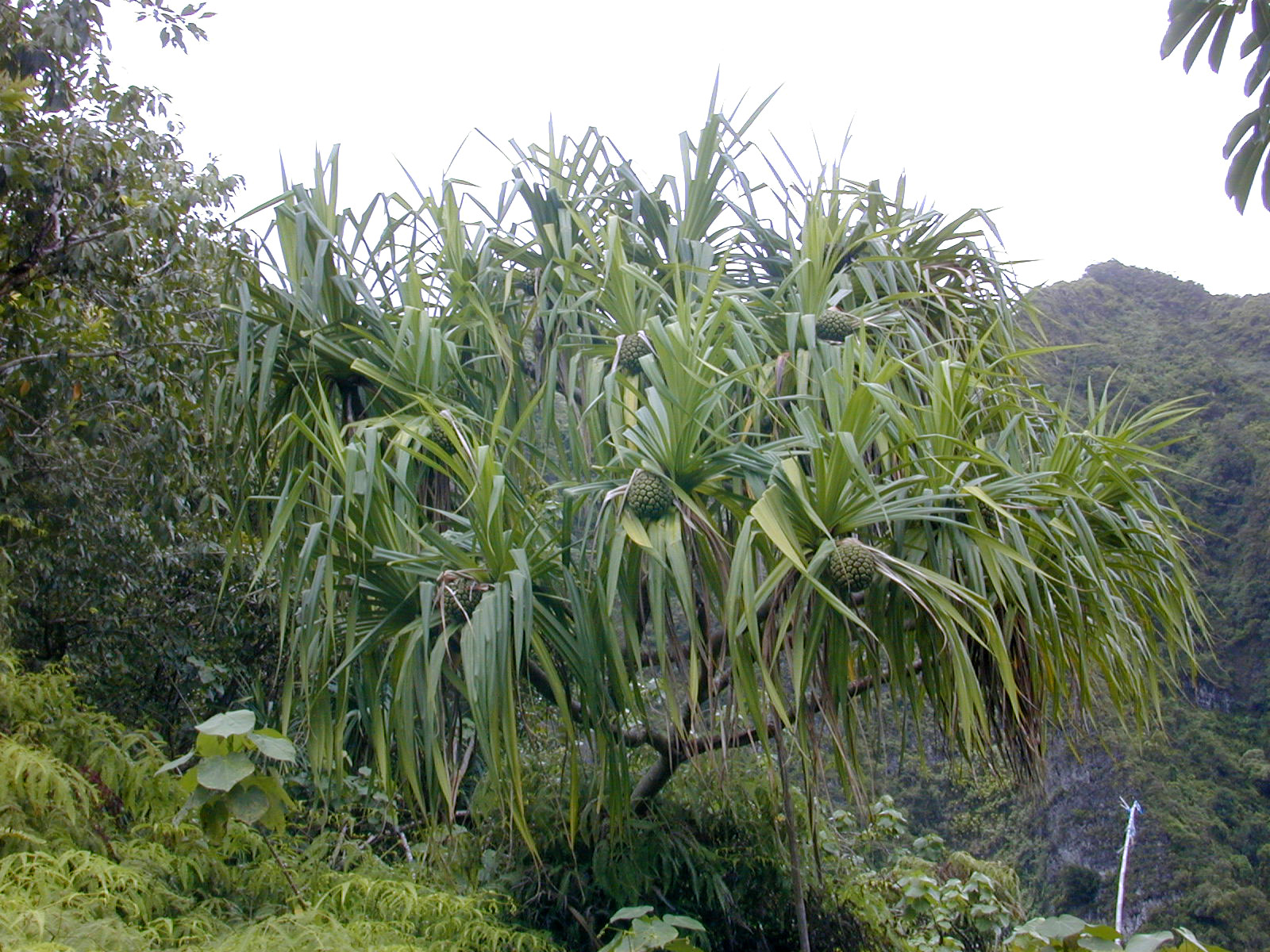

## Barangayer
Nabas är indelat i 20 barangayer.
| - Alimbo-Baybay - Buenasuerte - Buenafortuna - Buenavista - Gibon - Habana - Laserna - Libertad - Magallanes - Matabana | - Nagustan - Pawa - Pinatuad - Poblacion - Rizal - Solido - Tagororoc - Toledo - Unidos - Union |